# 大衛·維利

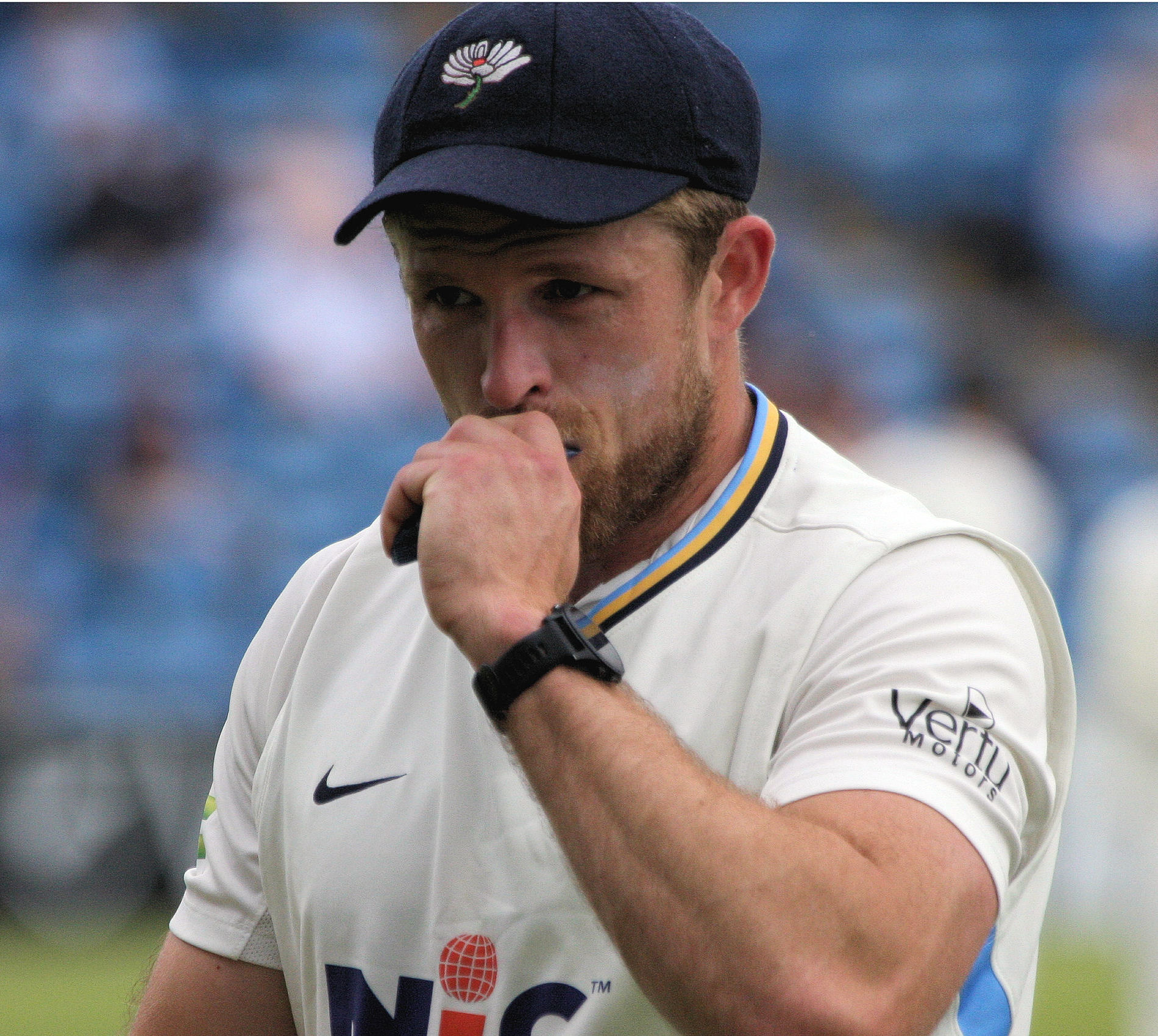
大衛·維利

大衛·維利（英語：David Willey；1990年2月28日—）是一位英格蘭板球運動員。他是一位左手球員。他現在效力於北漢普頓板球俱樂部。。他也代表英格蘭板球代表隊參賽。